# レテプラーゼ
レテプラーゼ(Reteplase)は血栓溶解薬である。心筋梗塞の治療などに用いられる。ヒトの組織プラスミノーゲン活性化因子を組み替えた構造である。
組織プラスミノーゲン活性化因子（アルテプラーゼ）は、N末端から、フィンガードメイン・EGFドメイン・Kringle 1・Kringle 2・セリンプロテアーゼの5つのタンパク質ドメインを持つ527残基のタンパク質である。レテプラーゼはこの内、N末端に近い3ドメインを除去し、フィブリン結合部位であるKringle 2・プラスミノーゲンの活性化を行うセリンプロテアーゼのみを残した355残基のタンパク質となっている。アルテプラーゼと比較して、肝細胞での分解を受けにくいため血中半減期が長く（15分）、フィブリンとの親和性が低いため血栓内に浸透し溶解することができる。維持の難しい遺伝子組み換え大腸菌によって生産されているため高価であるが、真核生物細胞を用いて生産する方法も確立されてきている。
また、血流を急速に回復させることで、出血の発生確率を低下させる。
1996年にアメリカ食品医薬品局に承認された。